# Frank Marshall, Baron Marshall of Leeds
Frank Shaw Marshall, Baron Marshall of Leeds (* 26. September 1915 in Wakefield, West Yorkshire; † 1. November 1990) war ein britischer Jurist und Politiker der Conservative Party, der zwischen 1967 und 1972 Vorsitzender des Stadtrates von Leeds (Leeds City Council) war und 1980 als Life Peer aufgrund des Life Peerages Act 1958 Mitglied des House of Lords wurde.

## Leben

### Solicitor und Kommunalpolitiker
Marshall absolvierte nach dem Besuch der Queen Elizabeth’s Grammar School in Wakefield ein Studium der Rechtswissenschaften am Downing College der University of Cambridge. Während des Zweiten Weltkrieges begann er nach der Ausbildung in einer Officer Cadet Training Unit (OCTU) am 2. August 1941 als Second Lieutenant seinen Militärdienst im Royal Tank Regiment. Nach Kriegsende trat er als Solicitor in die Anwaltskanzlei Hepworth & Chadwick in Leeds ein und wurde dort zuletzt Seniorpartner.
Seine politische Laufbahn begann Marshall in der Kommunalpolitik, als er 1960 als Vertreter der Conservative Party zum Mitglied des Stadtrates von Leeds (Leeds City Council) gewählt wurde. Zuletzt war er zwischen 1967 und 1972 Vorsitzender des Leeds City Council sowie als zugleich von 1968 bis 1973 Vorsitzender der Vereinigung der Gemeindevertretungen (Association of Municipal Corporations). Für seine Verdienste in der Kommunalpolitik wurde er zum 1. Januar 1971 zum Knight Bachelor geschlagen und führte fortan den Namenszusatz „Sir“.

### Vorsitzender Municipal Mutual Insurance und Oberhausmitglied
Am 12. November 1970 wurde Marshall Mitglied des Kuratoriumsvorstandes des Versicherers Municipal Mutual Insurance Ltd, eine am 13. März 1903 von verschiedenen Gemeindeverwaltung gegründete Versicherungsgesellschaft, die in den folgenden Jahrzehnten zahlreiche öffentliche Einrichtungen wie Stadträte, Polizeibehörden und Feuerwehren versicherte. Am 1. Juli 1978 wurde er schließlich Vorsitzender des Kuratoriumsvorstandes der MIM und trug in den folgenden Jahren dazu bei, dass die Gesellschaft auf über dreißig Tochtergesellschaften anwuchs. 
Nach seinem Ausscheiden aus dem Stadtrat übernahm Marshall ferner zahlreiche Aufgaben und war unter anderem mit der Erstellung einer Regelung für einen dritten Londoner Flughafen in Foulness an der Küste von Essex betraut. Nachdem seine Regelung letztlich abgelehnt worden war, übernahm er den Vorsitz in einem Ausschuss zur Untersuchung der Zukunft der Stadtverwaltung Londons. Daneben war er Vize-Vorsitzender des Zentrums für Umweltstudien und Mitglied der Umsiedlungsbehörde von Uganda (Uganda Resettlement Board). Daneben fungierte er als Mitglied der Verwaltungsräte der University of Bradford, der University of Buckingham, der University of Leeds und der University of York sowie als Mitglied des Ausschusses der Docklands Light Railway.
Durch ein Letters Patent vom 11. Juli 1980 wurde Marshall aufgrund des Life Peerages Act 1958 als Life Peer mit dem Titel Baron Marshall of Leeds, of Shadwell in the City of Leeds, in den Adelsstand erhoben und gehörte bis zu seinem Tod dem House of Lords als Mitglied an. 
Seine offizielle Einführung (House of Lords) erfolgte am 23. Juli 1980 mit Unterstützung durch Peter Thorneycroft, Baron Thorneycroft of Dunton, und Janet Young, Baroness Young. Während seiner Zugehörigkeit zum Oberhaus hatte er maßgeblichen Anteil an der Verabschiedung des Channel Tunnel Act 1987, das Gesetz, das den Bau des Eurotunnel zwischen Großbritannien und Frankreich ermöglichte.